# Virtus Pallacanestro Bologna 1955-1956

## Roster
Minganti Bologna 1955-56
- Carlo Negroni (capitano)
- Mario Alesini
- Giuliano Battilani
- Umberto Borghi
- Nino Calebotta
- Achille Canna
- Germano Gambini
- Giuseppe Lamberti
- Gianni Paulucci
- Renzo Randi
- Franco Rizzi
- Vittorio Tracuzzi

## Staff Tecnico
- Allenatore:  Vittorio Tracuzzi

## Risultati
- Serie A: 1ª classificata su 12 squadre (19-3):  Campione d'Italia